# Hannu Järvenpää
Hannu Järvenpää (* 19. Mai 1963 in Ii) ist ein ehemaliger finnischer Eishockeyspieler und jetziger -trainer, der in seiner aktiven Zeit von 1981 bis 1995 unter anderem für die Winnipeg Jets in der National Hockey League gespielt hat. Er ist Mitglied der finnischen Eishockey-Hall-of-Fame.
Er amtete unter anderem als Trainer von HDD Olimpija Ljubljana, Alba Volán Székesfehérvár und dem EC VSV aus der Österreichischen Eishockey-Liga sowie des deutschen Zweitligisten Lausitzer Füchse.

## Karriere
Hannu Järvenpää begann seine Karriere als Eishockeyspieler bei Kärpät Oulu, für dessen Profimannschaft er von 1981 bis 1986 in der SM-liiga aktiv war. In der Saison 1983/84 lief er parallel zudem in vier Spielen für die finnische Olympiaauswahl auf, die zur Vorbereitung auf die Olympischen Spiele an der SM-liiga teilnahm, schaffte es jedoch nicht in den Olympiakader. Bereits im NHL Entry Draft 1982 war der Flügelspieler in der siebten Runde als insgesamt 145. Spieler von den Canadiens de Montréal ausgewählt worden. Da diese ihn anschließend jedoch nicht unter Vertrag nahmen, konnten die Winnipeg Jets den Finnen im NHL Entry Draft 1986 in der vierten Runde als insgesamt 71. Spieler auswählen. Daraufhin spielte er drei Jahre lang für Winnipeg in der National Hockey League und kam in diesem Zeitraum parallel neun Mal für deren Farmteam, die Moncton Hawks, in der American Hockey League zum Einsatz. In seinem Rookiejahr, der Saison 1986/87 konnte er nur 20 Spiele bestreiten, da er in einem Zweikampf mit Craig Muni von den Edmonton Oilers eine schwere Knieverletzung erlitt.
Im Sommer 1989 kehrte Järvenpää nach Finnland zurück, wo er einen Vertrag bei Lukko Rauma in der SM-liiga unterschrieb. Nach zwei Jahren verließ  er das Team und stand ein Jahr lang für den Leksands IF in der schwedischen Elitserien auf dem Eis. Von 1993 bis 1995 spielte er noch einmal für Kiekko-Espoo in der SM-liiga, ehe er im Alter von 32 Jahren seine aktive Karriere beendete. In seiner letzten Spielzeit war er zuvor das einzige Mal in seiner Laufbahn Mannschaftskapitän.
Zwischen 2003 und 2006 war der Olympiateilnehmer von 1992 als Assistenztrainer für Saimaan Pallo und die Pelicans Lahti in der SM-liiga tätig. Bei der U18-Junioren-C-Weltmeisterschaft 2008 betreute er als Hauptamtlicher das U18-Team Estlands.
Ab der Saison 2009/10 war er Cheftrainer beim slowenischen Klub HDD Olimpija Ljubljana aus der Österreichischen Eishockey-Liga, als er dort im November 2009 den Kanadier Danny Gelinas ablöste. 2012 verließ er den Verein wieder und wurde vom Ligakonkurrenten EC VSV verpflichtet. Auf Grund einer Niederlagenserie zu Beginn der Saison 2015/16 reagierte die Vereinsführung des VSV am 5. November 2015 mit der Entlassung von Järvenpää.
Im Januar 2016 wurde er vom EBEL-Club Alba Volán Székesfehérvár als neuer Cheftrainer verpflichtet und ersetzte damit Rob Pallin. Järvenpää betreute die Mannschaft bis Saisonende und übernahm anschließend ab Mai 2016 das Amt des Cheftrainers beim deutschen Zweitligisten Lausitzer Füchse. In der Saison 2016/17 wurde er als „Trainer des Jahres“ in der DEL2 ausgezeichnet. Im November 2017 trat er nach einer Niederlagenserie von seinem Amt bei den Füchsen zurück. Wenige Stunden später wurde er von Alba Volán Székesfehérvár als neuer Cheftrainer vorgestellt. Mehr als zwei Jahre später, im Januar 2020, wurde er von Fehérvár entlassen und durch seinen Assistenten Antti Karhula ersetzt. Zur Saison 2020/21 übernahm er den Cheftrainerposten beim EC Bad Nauheim aus der DEL2 und wurde im Februar 2021 entlassen.
Zur Saison 2021/22 wechselte er zum italienischen Verein HC Gherdëina in die Alps Hockey League. Dort wurde er jedoch bereits im Januar 2022 durch David Musial ersetzt.

### International
Für Finnland nahm Järvenpää im Juniorenbereich an den Junioren-Weltmeisterschaften 1982 und 1983 teil. Bei der Junioren-WM 1992 gewann er mit seiner Mannschaft die Bronzemedaille. Im Seniorenbereich stand er im Aufgebot seines Landes bei den Weltmeisterschaften 1985, 1986, 1989, 1991 und 1992, sowie 1991 beim Canada Cup und bei den Olympischen Winterspielen 1992 in Albertville. Bei seiner letzten WM-Teilnahme wurde er 1992 mit seinem Team Vizeweltmeister.

## Erfolge und Auszeichnungen
- 1982 Bronzemedaille bei der Junioren-Weltmeisterschaft
- 1992 Silbermedaille bei der Weltmeisterschaft
- 2017 Trainer des Jahres in der DEL2[4]

## Karrierestatistik
(Legende zur Spielerstatistik: Sp oder GP = absolvierte Spiele; T oder G = erzielte Tore; V oder A = erzielte Assists; Pkt oder Pts = erzielte Scorerpunkte; SM oder PIM = erhaltene Strafminuten; +/− = Plus/Minus-Bilanz; PP = erzielte Überzahltore; SH = erzielte Unterzahltore; GW = erzielte Siegtore; 1 Play-downs/Relegation; Kursiv: Statistik nicht vollständig)